# Danny aus den Birken
Danny aus den Birken (Düsseldorf, Alemania; 15 de febrero de 1985) es un jugador profesional de hockey de hielo alemán quien juega en la posición de portero. Actualmente juega para EHC München en la Deutsche Eishockey Liga (DEL).

## Carrera deportiva
Él anteriormente ha jugado en Kölner Haie  durante cinco temporadas antes de unirse a EHC München como agente libre el 10 de abril de 2015.

## Estadísticas

### Internacional
| Año   | Equipo   | Competición        | Resultado |   | GP | W | L | T   | Min | GA | SO   | GAA  | SV% |
| ----- | -------- | ------------------ | --------- | - | -- | - | - | --- | --- | -- | ---- | ---- | --- |
| 2014  | Alemania | Campeonato Mundial | 14.º      | 1 | —  | — | — | —   | —   | —  | 5.20 | .861 |     |
| 2015  | Alemania | Campeonato Mundial | 10.º      | 1 | —  | — | — | —   | —   | —  | 6.76 | .790 |     |
| 2018  | Alemania | Juegos Olímpicos   | 2.º       | 6 | 3  | 2 | — | 376 | 17  | —  | 2.71 | .897 |     |
| Total | Total    | Total              | Total     | 8 | 3  | 2 | — | 376 | 17  | —  | 6.00 | .840 |     |

## Premios y honores
| Premio                 | Año  |       |
| ---------------------- | ---- | ----- |
| Internacional          |      |       |
| Mejor Portero Olímpico | 2018 | [ 3 ] |